# Sergej Konstantinovič Krikalëv
Sergej Konstantinovič Krikalëv (in russo Серге́й Константинович Крикалёв?; Leningrado, 27 agosto 1958) è un cosmonauta e ingegnere russo, veterano di sei voli spaziali ritiratosi dall'attività nel 2009.

## Biografia
Si è laureato in ingegneria meccanica presso l’Istituto di Meccanica di Leningrado (oggi Università di Tecnologia di San Pietroburgo) nel 1981. È entrato a far parte della NPO Energia nel 1981. Ha collaudato attrezzature per il volo spaziale e sviluppato metodi operativi per la permanenza in orbita. È stato coinvolto in numerose operazioni di controllo da terra di missioni spaziali.
Krikalëv è stato selezionato come cosmonauta nel 1985 e ha concluso la sua preparazione di base nel 1986. Successivamente è stato assegnato per un certo periodo al Programma Buran. Nei primi mesi del 1988 ha iniziato l’addestramento per il suo primo volo di lunga durata a bordo della stazione spaziale Mir.
È considerato da molti «l'ultimo cittadino dell'Unione Sovietica» dato che tra il 19 maggio 1991 e il 25 marzo 1992 passò 311 giorni, 20 ore e 1 minuto a bordo della stazione spaziale Mir mentre sulla Terra l'Unione Sovietica collassava. Krikalëv era infatti l'ingegnere di volo della missione Sojuz TM-12, partita il 19 maggio 1991 agli ordini del comandante Anatolij Arcebarskij, mentre il terzo membro della missione era l'astronauta britannica Helen Sharman, rientrata a terra dopo una settimana insieme all'equipaggio che li aveva preceduti. Rimasti a bordo della stazione spaziale russa, Krikalëv e Artsebarskij condussero sei attività extraveicolari (EVA) nel corso dell'estate, per compiere esperimenti e attività di manutenzione. Nel luglio 1991 Krikalëv accettò di rimanere a bordo della Mir anche durante la permanenza del successivo equipaggio, a causa del taglio di uno dei due voli programmati. Tornò a terra, quindi, soltanto il 25 marzo 1992, dopo circa 10 mesi in orbita. La sua missione a bordo della stazione spaziale Mir coincise con la dissoluzione dell'Unione Sovietica, avvenuta ufficialmente il 26 dicembre 1991, e favorì la creazione di leggende alimentate anche da alcuni mass media, secondo cui Krikalëv era impossibilitato a rientrare a terra poiché il suo Stato non esisteva più. In realtà egli rimase volontariamente sulla stazione spaziale Mir nell'ambito di un programma di studi volto a raccogliere dati sull'adattamento dell'organismo umano durate voli spaziali di lunga durata.

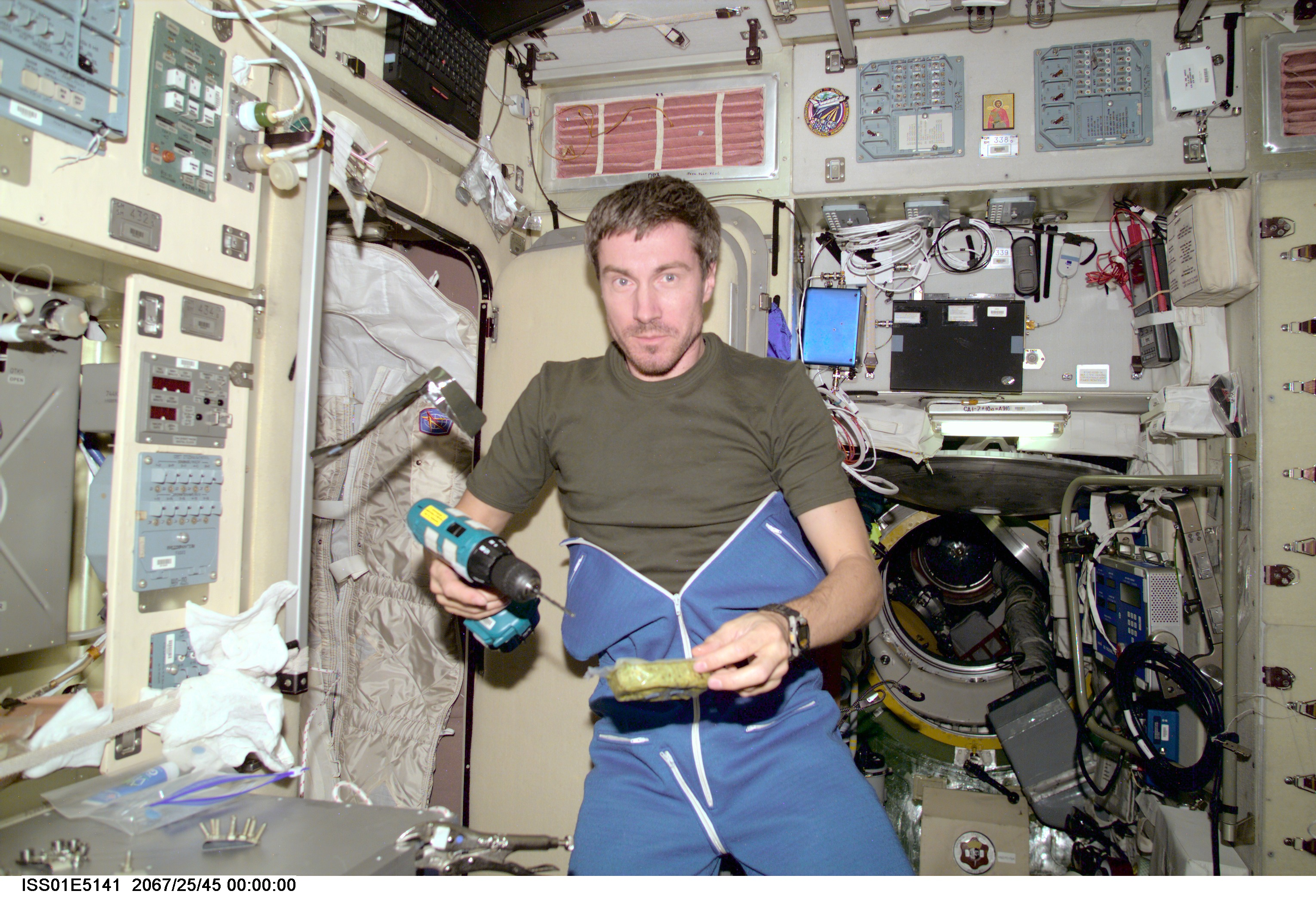
Krikalëv durante l'Expedition 1

Dal 3 all'11 febbraio 1994 Krikalëv ha partecipato al volo STS-60 dello Shuttle, prima missione congiunta USA/Russia e secondo volo dello Spacehab-2, lo Space Habitation Module-2.
Dal 4 al 15 dicembre 1998 Krikalëv ha fatto parte della prima missione di assemblaggio della Stazione Spaziale Internazionale, il volo STS-88 dello Space Shuttle. Nel corso dei 12 giorni in orbita, il modulo statunitense Unity è stato agganciato al modulo russo Zarja.

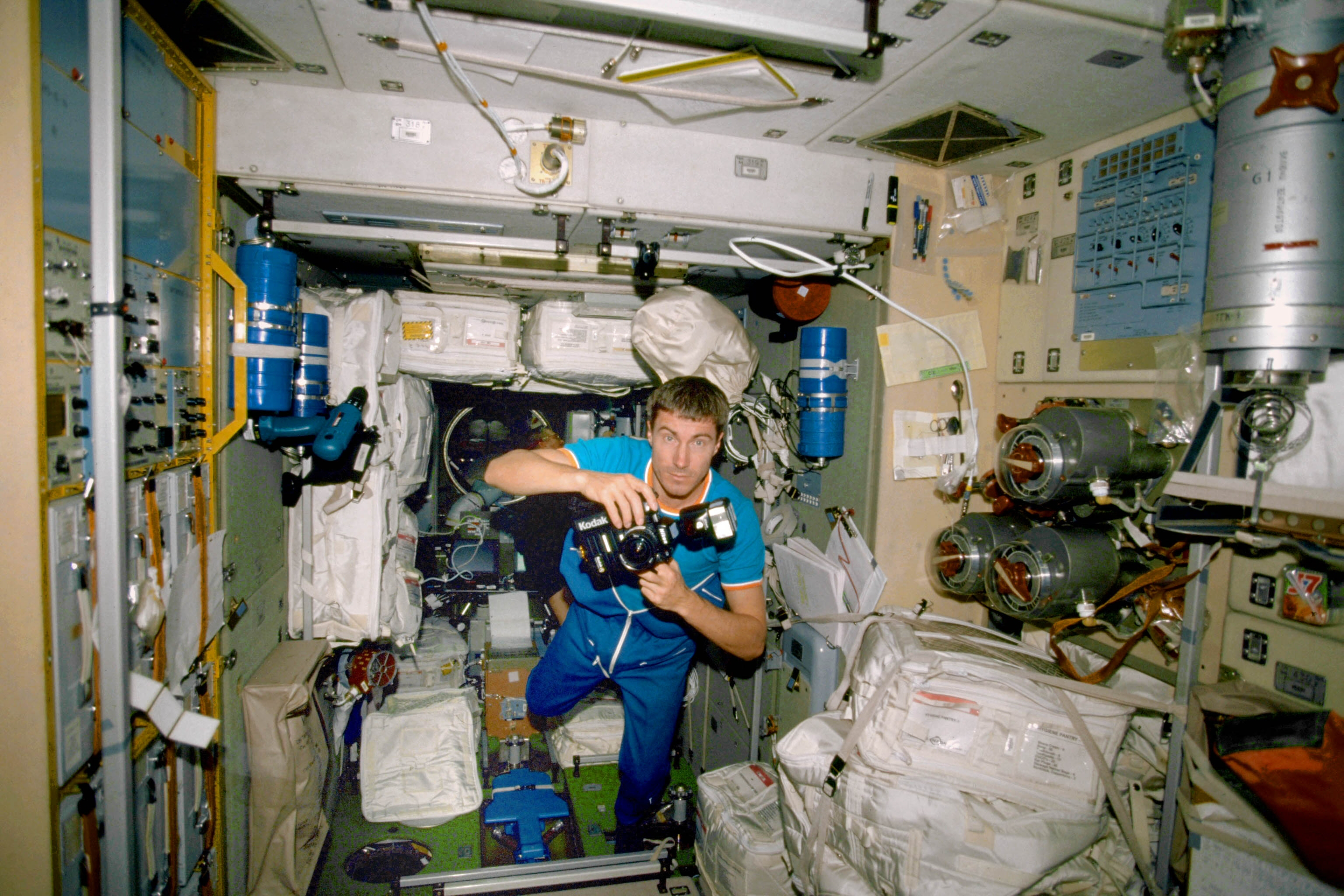
Krikalëv sulla Stazione spaziale internazionale

Krikalëv è stato membro del primo equipaggio della Stazione Spaziale. Partita il 31 ottobre 2000 a bordo di un razzo Sojuz dalla base di lancio di Bajkonur, in Kazakistan, la navicella ha raggiunto senza problemi la stazione spaziale il 2 novembre 2000.
Durante il soggiorno sulla stazione, oltre a preparare gli interni dell'avamposto spaziale per le future missioni, l'equipaggio ha partecipato all'installazione della struttura di base dei pannelli solari statunitensi e del laboratorio statunitense Destiny. Il primo equipaggio è tornato sulla Terra il 21 marzo 2001.
Ha partecipato inoltre alle missioni a lunga durata Expedition 1 e Expedition 11 sulla Stazione spaziale internazionale. In Expedition 11 assunse inoltre il comando della missione.
Sergej Krikalëv è rimasto nello spazio per un totale di 803 giorni, 9 ore e 39 minuti in diverse missioni. Il 27 marzo 2009 è diventato capo della nuova TsPK civile.

## Nella cultura di massa
A metà degli anni 1990, il Corriere della Sera si ispirò alla vicenda di Krikalëv in un famoso spot televisivo che reclamizzava l'edizione aggiornata di un atlante geografico: dopo essere atterrato con la sua navicella spaziale in un pollaio, un cosmonauta sovietico saluta la Madre Russia, ma una contadina lo redarguisce severamente informandolo che adesso si trovava in Ucraina, e non più in Russia, e che poco più in là c'era la Slovacchia al posto della Cecoslovacchia.
A questa storia è ispirato il film del 2017 Sergio & Sergei - Il professore e il cosmonauta.

## Onorificenze
Durante la sua carriera è stato decorato con numerose medaglie, tra le quali quelle di Eroe dell'Unione Sovietica, Eroe della Federazione Russa e Ufficiale della Legion d'onore.